# Benquerencia
Benquerencia es un municipio español, en la provincia de Cáceres, comunidad autónoma de Extremadura. Se sitúa en la comarca de Montánchez, al sureste de la capital provincial, en un rincón al norte del lugar donde se cruzan las carreteras EX-206 y EX-381. Es uno de los municipios con menos población de la provincia.

## Símbolos
El escudo y la bandera de Benquerencia fueron aprobados mediante la "Orden de 5 de diciembre de 1991, de la Consejería de Presidencia y Trabajo, por la que se aprueba el Escudo Heráldico y Bandera Municipal, para el Ayuntamiento de Benquerencia (Cáceres)", publicada en el Diario Oficial de Extremadura el 24 de diciembre de 1991 y aprobada por el Consejero de Presidencia y Trabajo Manuel Amigo, luego de haber aprobado el escudo el ayuntamiento el 16 de marzo de 1990 y haber emitido informe favorable el Consejo Asesor de Honores y Distinciones de la Junta de Extremadura el 15 de octubre de 1991. El escudo se define así:

Escudo partido. Primero de gules, rollo de plata acompañado de dos veneras de oro. Segundo, de plata, Cruz de Santiago de gules. Al timbre, Corona Real cerrada.

La bandera se define así:

Bandera cuadrada, partida de rojo y blanco; brochante al centro, el escudo municipal en sus colores.

## Geografía física
El término municipal de Benquerencia limita con:
- Botija al norte;
- Salvatierra de Santiago al este y sureste;
- Valdefuentes al suroeste y oeste.

## Historia
A la caída del Antiguo Régimen la localidad se constituye en municipio constitucional en la región de Extremadura. Desde 1834 quedó integrado en el Partido Judicial de Montánchez. En el censo de 1842 contaba con 70 hogares y 283 vecinos.

## Demografía
Benquerencia cuenta con una población de 84 habitantes (INE 2024).
| Gráfica de evolución demográfica de Benquerencia entre 1842 y 2021                                                  |
| |
| Población de derecho según los censos de población del INE Población de hecho según los censos de población del INE |

## Patrimonio
Iglesia parroquial católica bajo la advocación de San Pedro Apóstol, a cargo del párroco de Valdefuentes, en la diócesis de Coria. Cuenta con la Ermita del Santo Cristo del Amparo.

## Cultura

### Festividades
En Benquerencia se celebran las siguientes fiestas locales:
- Las Candelas, 2 de febrero;
- San Blas, 3 de febrero;
- Semana Santa;
- Cristo del Amparo, 9 y 10 de agosto;
- Virgen del Rosario, 7 de octubre.

### Gastronomía
En Benquerencia destacan dulces como la rosca piñonate, la rosca del candil, las flores y el escaldaillo; así como guisos, como la caldereta.